# Tietkensia corrickiae
Tietkensia es un género monotípico de plantas con flores perteneciente a la familia de las asteráceas. Su única especie: Tietkensia corrickiae, es originaria de Australia.

## Descripción
Es una hierba anual, pequeño, en roseta. Las flores de color amarillo / púrpura, florecen en julio-septiembre en suelos francos, en áreas cerca de drenaje en Australia Occidental

## Taxonomía
Tietkensia corrickiae fue descrita por Philip Sydney Short   y publicado en Muelleria 7(2): 249. 1990